# آیچا بینگول
آیچا بینگول (انگلیسی: Ayça Bingöl؛ زادهٔ ۱۶ ژانویهٔ ۱۹۷۵) بازیگر اهل ترکیه است. وی از سال ۱۹۹۶ میلادی تاکنون مشغول فعالیت بوده‌است.